# Herzoglich Sachsen-Altenburgisches Gendarmeriekorps
Das Herzoglich Sachsen-Altenburgische Gendarmeriekorps war bis 1918 das Gendarmerie-Kommando des Herzogtums Sachsen-Altenburg. Es war für die Aufrechterhaltung der öffentlichen Ruhe und Sicherheit v. a. in ländlichen Gebieten des bis 1918 bestehenden Herzogtums zuständig. 1922 wurde die Behörde endgültig aufgelöst.

## Geschichte
Gendarmeriebehörden waren bereits 1809 im damaligen Herzogtum Sachsen-Gotha-Altenburg errichtet worden. Das Aussterben der Dynastie Sachsen-Gotha-Altenburg im Jahr 1825 führte zur Aufteilung: Sachsen-Gotha fiel an Sachsen-Coburg und Sachsen-Altenburg kam zum Herzog von Sachsen-Hildburghausen. Die Neuorganisierung des Gendarmerie-Kommandos in Sachsen-Altenburg erfolgte 1840. Den militärischen Charakter verlor es vermutlich aufgrund der Militärkonvention mit dem Königreich Preußen vom 4. Februar 1867, als das Militärkontingent des Herzogtums der Preußischen Armee angegliedert wurde. Vermutlich seit diesem Zeitpunkt unterstand das Gendarmeriekorps ausschließlich den Zivilbehörden. Das Korps bestand 1910 aus dem Kommandanten Major Müller und 45 Gendarmen. Nach der Abdankung des Herzoges Ernst II. am 13. November 1918 wurde der Freistaat Sachsen-Altenburg gegründet. Am 1. Mai 1920 ging der Freistaat im Land Thüringen auf. Die Behörde wurde 1922 aufgelöst.